# Coney Island at Night
Coney Island at Night è un cortometraggio muto del 1905 diretto da Edwin S. Porter; il film è conosciuto anche con il titolo alternativo Coney Island by Night.

## Produzione
Il film fu prodotto dalla Edison Manufacturing Company. Venne girato a Coney Island, a Brooklyn. Le riprese durarono dal 4 al 5 giugno 1905

## Distribuzione
Distribuito dalla Edison Manufacturing Company, il film - un documentario di quattro minuti - uscì nelle sale cinematografiche USA il 29 giugno 1905.
Copie della pellicola vengono conservate negli archivi della Library of Congress e del Museum of Modern Art.
Il film è stato restaurato con il contributo del Before Hollywood Project.